# 杉谷村
杉谷村（すぎたにむら）は、長崎県の島原半島にあった村。南高来郡に属した。1940年（昭和15年）に南隣の島原町および安中村と合併し市制施行。島原市となった。
現在の島原市の中南部にあたる。

## 地理
島原半島の東部に位置する。
- 山：焼山
- 河川：大川原、小橋川、中川、境川

## 沿革
- 1889年（明治22年）4月1日 - 町村制施行により、南高来郡杉谷村が単独村制にて発足。
- 1940年（昭和15年）4月1日 - 島原町、安中村と合併し市制施行。島原市が発足し、杉谷村は自治体として消滅。

## 地名
名を行政区域とする。杉谷村は1889年の町村制施行時に単独で自治体として発足したため、大字は無し。
なお、杉谷村では名の名称を十干に置き換えて表記する。
- 甲 ／ 原名（はる）
- 乙 ／ 宇土名（うと）
- 丙 ／ 山寺名

## 交通

### 鉄道
村域を島原鉄道線が通るが、駅は設置されていない。

## 名所・旧跡
- 焼岩（焼山）